# エレクトロプランクトン
『エレクトロプランクトン』（ELECTROPLANKTON）は、2005年4月7日に任天堂より発売されたニンテンドーDS用ソフトウェア。開発にインディーズゼロが携わっている。2006年1月9日にアメリカで、2006年7月7日にはヨーロッパでも発売。

## 概要
メディアアーティストである岩井俊雄が制作。この作品の特徴として、画面内に生息している10種類の小さな「電子プランクトン」に触れたりDS本体のマイクに音声を吹き込むことに反応して、プランクトンが様々な動きや音を出す、というメディアアート作品と位置付けている。従って達すべき目標や時間制限、ハイスコアなどが存在せず、一般的なコンピューターゲーム作品とは考えられていない。
パッケージにはオリジナルヘッドフォンを同梱。日本のTouch! Generationsシリーズ第1号。

## プランクトン
10種のプランクトンがおり、それぞれ異なる遊び方ができる。
- トレーシー（DSi版ではトレーピー）
三角形に似た形の生物。黄色、緑、水色、藍色、桃色、赤色の6種類が存在する。タッチペンで書いた線の上を走る。
- ハネンボウ（DSi版ではハネンボン）
オタマジャクシのような生物が草花の上を飛び回る。葉に乗ると葉の色が変わり、角度を調整して全部の葉を赤くすると花が咲く。
- ルミナリア（DSi版ではルミナリアン）
四角形を二つ組み合わせたような生物。赤、黄色、水色、黄緑、の四種類が存在する。タッチすると矢印の向きにそって動く。色によって速さが異なり、早い順に赤、黄色、黄緑、水色となる。
- タイヨウチュウ
名の通り太陽の姿を模した生物。タッチペンで卵をおくと音を発しながら育っていく。ある程度時間が経つと画面内が夜になり、タイヨウチュウの代わりに三日月を模した「ミカヅキモ」が登場する。姿は実在の単細胞生物の太陽虫、ミカヅキモがモデル。
- レックレック
魚のような生物。ピンク、黄色、水色、黄緑、の4種類が存在する。音を録音し、リズムにあわせて再生する。
- ナノカープ
クリオネのような姿の生物。全部で16匹おり、手拍子や声に反応してアーティスティックスイミングのように円やウェーブなどの形に整列する。
- ヒカリノワ
丸い輪のような生物。タッチペンでまわすと音が鳴る。回す方向や回すヒカリノワにより、赤、黄緑、水色、紫、などの色に変わる。
- マリンスノー
雪の結晶のような生物。六角形、三角形、四角形、五角形の四種類が存在する。種類によって音が異なり、六角形はピアノの様な音で、三角形は鉄琴の様な音、四角形はオルゴールの様な音、五角形は金属系のやわらかく高い音がする。
- ツリガネムシ
ファミリーコンピュータ時代の任天堂ソフトのBGM・効果音を使って演奏できる。BGMは『スーパーマリオブラザーズ』『パルテナの鏡』『ファミコンコレクション』『ロボット』の4種類。ツリガネムシは頭が三角、四角、十字、ひし形、六角形の5種類が存在し、体をタッチすると効果音を4回繰り返す。姿は実在の単細胞生物のツリガネムシがモデル。
- ボルボイス
5秒間でマイクに録音した声を様々に変化させて楽しめる。全部で16種類の姿があり、姿によって声質やスピードなどが変化する。

## ニンテンドーDSiウェア版
ニンテンドーDSiのニンテンドーDSiウェア用ソフトとして、各種のプランクトンを個別のソフトにした簡易版がダウンロード販売された。価格は各200ポイント。
- 2009年7月8日配信：トレーピー/ハネンボン/ナノカープ/ツリガネムシ
- 2009年7月22日配信：レックレック/ヒカリノワ
- 2009年8月5日配信：ルミナリアン/タイヨウチュウ
- 2009年8月26日配信：マリンスノー/ボルボイス

## その他
『大乱闘スマッシュブラザーズX』（2008年、Wii）、『大乱闘スマッシュブラザーズ SPECIAL』（2018年、Nintendo Switch）では、本作のハネンボン用フィールドをモチーフにしたステージ『エレクトロプランクトン』が登場する。また、スピリッツとしてハネンボンが登場している。『X』ではステージ効果音のみの収録だったが、『SPECIAL』では本作の効果音を用いた新規楽曲「エレクトロプランクトン」が岩垂徳行の作曲・編曲により収録されている。